# Regierungsbezirk Hohensalza
Der Regierungsbezirk Hohensalza war von 1939 bis 1940 ein Regierungsbezirk im neuen Reichsgau Posen und von 1940 bis 1945 ein Regierungsbezirk im nun umbenannten Reichsgau Wartheland. Das Gebiet gehört heute zu Polen.

## Lage
Als Sitz der Regierung wurde die Stadt Hohensalza bestimmt. Nördlich grenzte der Bezirk an das Reichsgau Danzig-Westpreußen und Ostpreußen. Im Osten lag das Generalgouvernement. Im Süden lag der Regierungsbezirk Litzmannstadt und im Westen lag der Regierungsbezirk Posen.

## Geschichte
In dem Gebiet erschien die Hohensalzaer Zeitung (Untertitel: Große Heimatzeitung für den Regierungsbezirk Hohensalza mit den amtlichen Bekanntmachungen). Nach dem Ende des Zweiten Weltkriegs fiel das Gebiet des Regierungsbezirkes an Polen.

## Verwaltungsgliederung

### Stadtkreise
1. Gnesen
2. Hohensalza
3. Leslau

### Landkreise
1. Altburgund
2. Dietfurt (Wartheland)
3. Eichenbrück
4. Gnesen
5. Hermannsbad (Sitz: Weichselstädt)
6. Hohensalza
7. Konin
8. Kutno
9. Leslau
10. Mogilno
11. Waldrode
12. Warthbrücken

## Regierungspräsidenten
1939–1944: Hans Burkhardt (1891–1948)
1944–1945: Wilhelm Albert (1898–1960) (vertretungsweise)